# Linearna jednadžba s dvjema nepoznanicama
Linearna jednadžba s dvjema nepoznanicama je svaka jednadžba oblika ax+by=c, (ako a nije 0 i ako b nije 0).
Oblik ax+by=c naziva se standardni oblik linearne jednadžbe s dvjema nepoznanicama. Slova x i y oznake su za nepoznanice, a a i b su odgovarajući koeficjenti uz te nepoznanice, a c je slobodni koeficjent (ili slobodni član). Rješenje linearne jednadžbe s dvjema nepoznanicama jest svaki uređeni par brojeva (x,y) koji uvršten u tu jednadžbu daje točnu jednakost. Tada kažemo da uređeni par (x,y) zadovoljava jednadžbu ax+by=c. Linearna jednadžba s dvjema nepoznanicama ima beskonačno mnogo rješenja.
Vrste linearnih jednadžbi s dvjema nepoznanicama:
- Metoda supstitucije
- Metoda suprotnih koeficijenata
- Problemski zadaci